# Phaonia sordidisquama
Phaonia sordidisquama är en tvåvingeart som beskrevs av Stein och Becker 1908. Phaonia sordidisquama ingår i släktet Phaonia och familjen husflugor. Inga underarter finns listade i Catalogue of Life.